# Parigi-Roubaix Espoirs
La Paris-Roubaix Espoirs è una corsa in linea maschile di ciclismo su strada riservata agli Under-23 che si svolge annualmente nel nord della Francia. Dal 2005 fa parte del calendario UCI Europe Tour come evento di classe 1.2.

## Storia
La corsa venne organizzata per la prima volta nel 1967, riservata ai dilettanti, mentre dal 1995 è riservata agli Under-23.
È una delle corse più impegnative e del calendario giovanile e ha caratteristiche simili alla prestigiosa Paris-Roubaix: sebbene la partenza sia posta a Péronne, vengono percorsi alcuni tratti in pavé, l'arrivo è fissato nel velodromo della cittadina francese ed il trofeo per il vincitore è il classico cubetto di pavé.
Tra i vincitori diventati professionisti, il belga Fons De Wolf, il francese Marc Madiot (l'unico ad aver poi vinto la gara anche tra i professionisti), l'irlandese Stephen Roche e il velocista norvegese Thor Hushovd.

## Albo d'oro
Aggiornato all'edizione 2025.
| Anno | Vincitore                             | Secondo                               | Terzo                                 |
| ---- | ------------------------------------- | ------------------------------------- | ------------------------------------- |
| 1967 | Georges Pintens                       | Patrick Charron                       | Walter Ricci                          |
| 1968 | Alain Vasseur                         | Robert Bouloux                        | Gérard Brien                          |
| 1969 | Roger Desmarets                       | Régis Delépine                        | Robert Mintkiewicz                    |
| 1970 | Enzo Mattioda                         | Pé van Stralen                        | Michel Roques                         |
| 1971 | Louis Verreydt                        | Marcel Sannen                         | Antoine Bauwens                       |
| 1972 | Yvan Benaets                          | Luis Verreydt                         | Antoine Bauwens                       |
| 1973 | Patrick Béon                          | Claude Behue                          | René Dillens                          |
| 1974 | Marc Steels                           | Christian Despierres                  | Carlos Cuyle                          |
| 1975 | Pol Verschuere                        | Guy Bricnet                           | Rachel Dard                           |
| 1976 | Gérard Simonnot                       | Jean Toso                             | Jacques Stablinski                    |
| 1977 | Michel Lloret                         | Alain Deloeuil                        | Paul Sherwen                          |
| 1978 | Alfons De Wolf                        | Ronny Claes                           | Alan Van Heerden                      |
| 1979 | Marc Madiot                           | Oliver Vantielcke                     | Daniel Amardeilh                      |
| 1980 | Stephen Roche                         | Dirk Demol                            | Michel Larpe                          |
| 1981 | Kenny De Maerteleire                  | Alain Deloeuil                        | Reimund Dietzen                       |
| 1982 | Jean-Louis Barot                      | Rudy Rogiers                          | Alain Deloeuil                        |
| 1983 | Frank Verleyen                        | Bruno Wojtinek                        | Pascal Campion                        |
| 1984 | Thierry Marie                         | Ludo Adriaensen                       | Denis Poisson                         |
| 1985 | Christian Chaubet                     | Bernard Richard                       | Vincent Thorey                        |
| 1986 | Vincent Thorey                        | Carlos Malfait                        | Pascal Campion                        |
| 1987 | Franck Boucanville                    | Marc Assez                            | Bertrand Zielonka                     |
| 1988 | Laurent Bezault                       | Nico Roose                            | Fabian Pantaglou                      |
| 1989 | Frédéric Moncassin                    | Didier Faivre-Pierret                 | Andrzej Pozak                         |
| 1990 | Thierry Gouvenou                      | Slawonir Krawczyk                     | Olaf Lurvik                           |
| 1991 | Eric Larue                            | Stéphane Cueff                        | Czeslaw Rajch                         |
| 1992 | Pascal Chanteur                       | Jimmy Delbove                         | Czeslaw Rajch                         |
| 1993 | Marek Lesniewski                      | Hervé Boussard                        | Marc Hibou                            |
| 1994 | Kurt Dhont                            | Frédéric Guesdon                      | Michel Lallouet                       |
| 1995 | Damien Nazon                          | Michel Lallouet                       | Thierry Bricaud                       |
| 1996 | Dany Baeyens                          | Nicolas Maréchal                      | Christophe Barbier                    |
| 1997 | Marc Chanoine                         | László Bodrogi                        | Gunther Stockx                        |
| 1998 | Thor Hushovd                          | Geoffrey Demeyere                     | Moris Sammassimo                      |
| 1999 | Sébastien Joly                        | Stéphane Krafft                       | Makus Wilfurth                        |
| 2000 | Eric Baumann                          | Thomas Voeckler                       | Tom Boonen                            |
| 2001 | Jaroslav Popovyč                      | Volodymyr Bileka                      | Lorenzo Bernucci                      |
| 2002 | Michail Timoschin                     | Yannick Talabardon                    | Michael Blanchy                       |
| 2003 | Sergej Lagutin                        | Steven De Decker                      | Robby Meul                            |
| 2004 | Koen de Kort                          | Bas Giling                            | Wouter Weylandt                       |
| 2005 | Dmitrij Kozončuk                      | Johnny Hoogerland                     | Dries Van Der Ginst                   |
| 2006 | Tom Veelers                           | Kristoffer Nielsen                    | Pieter Vanspeybrouck                  |
| 2007 | Damien Gaudin                         | Guillaume Blot                        | Danilo Wyss                           |
| 2008 | Coen Vermeltfoort                     | Giorgio Brambilla                     | Laurent Beuret                        |
| 2009 | Taylor Phinney                        | Nikola Aistrup                        | Giorgio Brambilla                     |
| 2010 | Taylor Phinney                        | Jens Debusschere                      | Fabien Taillefer                      |
| 2011 | Ramon Sinkeldam                       | Jasper Stuyven                        | Jacob Rathe                           |
| 2012 | Bob Jungels                           | Yves Lampaert                         | Tom Scully                            |
| 2013 | annullata                             | annullata                             | annullata                             |
| 2014 | Mike Teunissen                        | Tyler Williams                        | Bas Tietema                           |
| 2015 | Lukas Spengler                        | Jenthe Biermans                       | Hugo Hofstetter                       |
| 2016 | Filippo Ganna                         | Jenthe Biermans                       | Hamish Schreurs                       |
| 2017 | Nils Eekhoff                          | Guillaume Millasseau                  | Jordi Warlop                          |
| 2018 | Stan Dewulf                           | Julius van den Berg                   | Thymen Arensman                       |
| 2019 | Thomas Pidcock                        | Johan Jacobs                          | Jens Reynders                         |
| 2020 | annullata per la Pandemia di COVID-19 | annullata per la Pandemia di COVID-19 | annullata per la Pandemia di COVID-19 |
| 2021 | annullata per la Pandemia di COVID-19 | annullata per la Pandemia di COVID-19 | annullata per la Pandemia di COVID-19 |
| 2022 | annullata per la Pandemia di COVID-19 | annullata per la Pandemia di COVID-19 | annullata per la Pandemia di COVID-19 |
| 2023 | Tijl De Decker                        | Gil Gelders                           | Robin Orins                           |
| 2024 | Tim Torn Teutenberg                   | Robert Donaldson                      | Robin Orins                           |
| 2025 | Albert Withen Philipsen               | Jakob Söderqvist                      | Senna Remijn                          |